# إدموند ماينارد
إدموند ماينارد (10 فبراير 1861 في المملكة المتحدة - 10 يناير 1931) (بالإنجليزية: Edmund Maynard)‏ هو لاعب كريكت بريطاني (وحمل سابقاً جنسية المملكة المتحدة لبريطانيا العظمى وأيرلندا). لعب مع نادي مقاطعة ديربيشاير للكريكت ‏ ونادي جامعة كامبريدج للكريكيت ‏.